# Annice Summers
Annice Summers (1941), anteriormente chamada de Annice Goodwin, é uma mulher da Inglaterra conhecida por ser a inspiração para o nome da varejista multinacional Ann Summers.

## Biografia
Annice trabalhava como secretária de Michael Caborn-Waterfield, com quem namorou quando tinha 19 anos. Em 1970, Waterfield tinha planos de criar uma sex shop, porém não queria usar seu nome por ser um homem e ter o nome sujo. Por isso, nomeou a loja em homenagem a Annice. Ela assinou um contrato para ganhar £ 10.000 ao ano e Waterfield a convenceu de alterar seu nome para Annice Summers, o sobrenome de seu pai adotivo, por ele pensar que lembraria uma rosa. Ela servia como a face pública da empresa, enquanto Waterfield cuidava dos negócios. Apesar da oposição, a loja foi um sucesso e Annnice recebeu o Prêmio de Mulher do Ano da Evening Standard em 1971.
Porém, Annice saiu da empresa alegando não ter permitido que seu nome fosse usado em mais brinquedos sexuais e que ela não recebeu o dinheiro que havia sido combinado previamente. A loja sofreu com problemas financeiros após a revelação para a imprensa. Por isso, ainda em 1972, Waterfield vendeu a Ann Summers para os irmãos David e Ralph Gold. Durante a aquisição, os irmãos pagaram os £ 10.000 para Annice e ela continuou trabalhando para a empresa em uma filial no oeste de Londres. Ela demitiu-se novamente um ano depois.
Desde que saiu da Ann Summers, Annice caiu em obscuridade e viveu na França. Em maio de 1998, casou-se com o magnata judeu-americano Murray Resnick. Após sua morte, mudou-se para Umbria, na Itália.